# Contraforte

Secção esquemática de uma catedral, com indicação do contraforte.

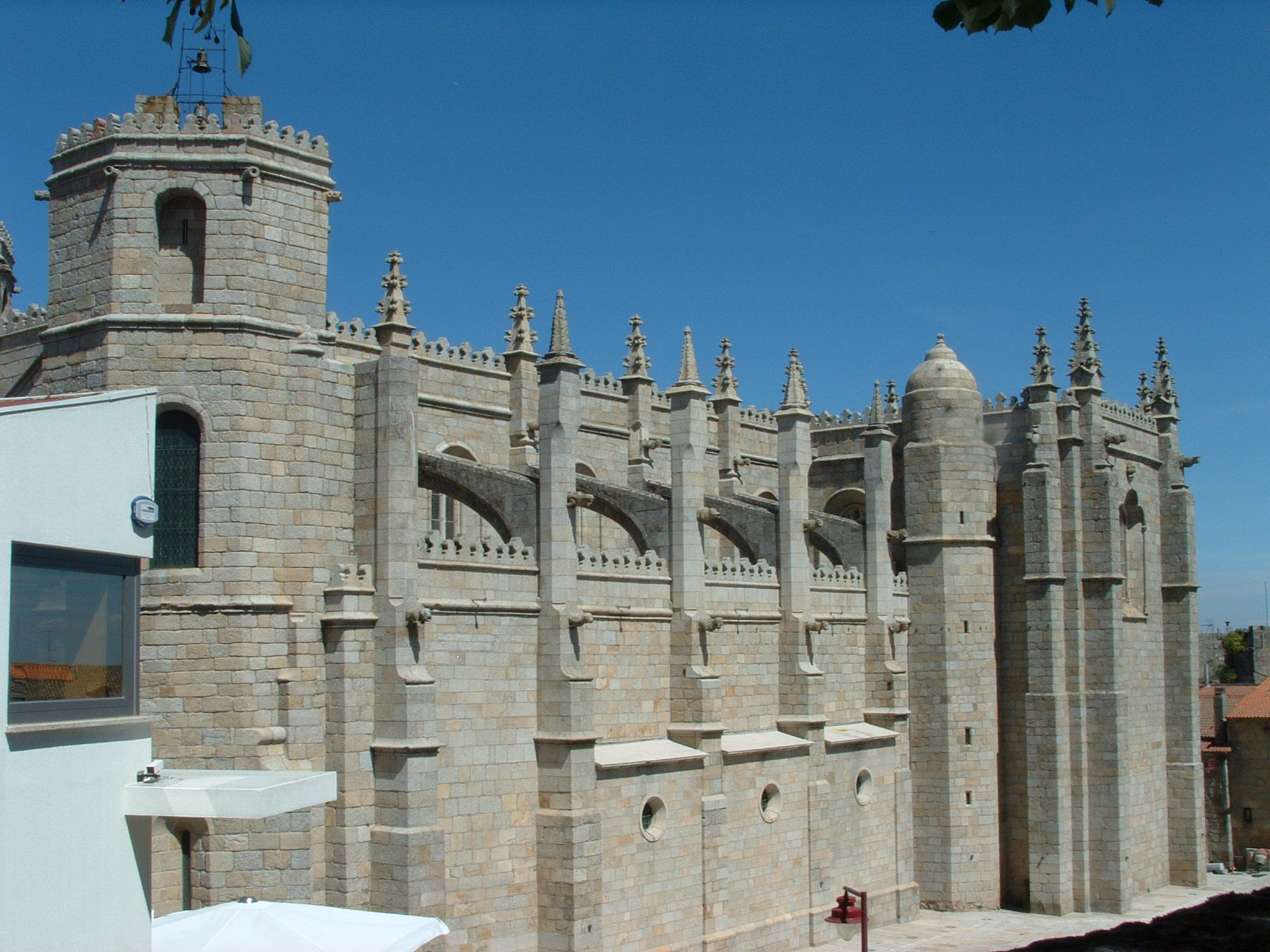
Quatro contrafortes com arcobotantes na Sé da Guarda, Portugal.

Um contraforte, palavra proveniente do Latim contrafortis, é um reforço de um muro ou muralha, geralmente constituído por um pilar de alvenaria na superfície externa ou interna de uma parede, para sustentar a pressão de um arco, abóbada (onde também pode funcionar em conjugação com o arcobotante), terraço ou outros esforços que possam derrubá-la. Este elemento construtivo é destinado ao reforço de uma estrutura, absorvendo os impulsos horizontais e oblíquos que são descarregados sobre a própria estrutura. Geralmente presentes no exterior, também podem ser criados no interior de uma muralha para a tornar mais resistente (em obras militares ou de fortificação, para aumentar a sua resistência ao fogo de artilharia).
Na arquitectura gótica existe um novo tipo de contraforte, composto por dois elementos: o botaréu (pegão) e o arcobotante.
Os primeiros exemplos de contrafortes são encontrados no Templo de Eanna (antiga Uruk), datando do IV milénio a.C.. Com o advento do estilo gótico o tamanho das janelas no clerestório aumentou, a área de parede entre elas diminui e assim os contrafortes desempenharam um papel estrutural cada vez mais importante. Assim, paralelamente à evolução das janelas góticas, houve um desenvolvimento correspondente no design de contrafortes. No antigo estilo românico, os contrafortes eram pouco mais do que largas tiras planas de pedra, sem nenhuma finalidade estrutural real. Ao longo da época gótica os contrafortes diminuíram em largura mas aumentaram a verticalidade, sendo maiores na base e reduzindo em três ou quatro fases. Cada degrau no contraforte era coberto com uma compensação inclinada para escoar a água da chuva. No século XIII, no estilo inglês antigo, os contrafortes nem sempre atingiam a altura total da igreja. Durante o século XIV, eram sustentados no topo por um pináculo, cujo peso ajudava a transferir a força para o exterior do edifício. Abaixo do pináculo, o último patamar do contraforte de uma igreja não raras vezes poderia ser usado para abrir um nicho que abrigasse uma estátua.
Para além das suas funções práticas, os contrafortes podem ser decorativos, tanto por si só quanto pelos desenhos neles esculpidos ou construídos.
Embora tenha sido utilizado em todas as formas de construção desde a antiguidade (os templos mesopotâmicos apresentavam contrafortes decorativos, assim como as estruturas romanas e bizantinas), o contraforte está especialmente associado à era gótica, quando suportes de alvenaria mais simples e escondidos foram evoluindo no que é conhecido como o arcobotante. Este pilar curvo e geminado conecta-se com um arco a uma parede e se estende ("botante") até ao solo ou a um pontão a alguma distância. Este desenho aumentou a capacidade de sustentação do contraforte e permitiu a realização em alvenaria de igrejas de teto alto e paredes pesadas, típicas do estilo gótico.
Outros tipos de contrafortes incluem pontões ou contrafortes de torres, estacas simples de alvenaria fixadas a uma parede em intervalos regulares; contrafortes suspensos, pilares independentes ligados a uma parede por mísulas; e vários tipos de contrafortes de esquina - diagonal, ângulado, apertado, e recuado - que sustentam paredes que se cruzam. O contraforte angular é definido em 90 graus no ângulo de um edifício; o contraforte de aperto é aquele que envolve a esquina; o contraforte diagonal é definido diagonalmente à esquina ( contraforte francês). Um arcobotante transmite o impulso a um pilar pesado por meio de um arco ou meio arco. Um contraforte recuado é colocado ligeiramente afastado da esquina.

## Galeria

Exemplos de contrafortes
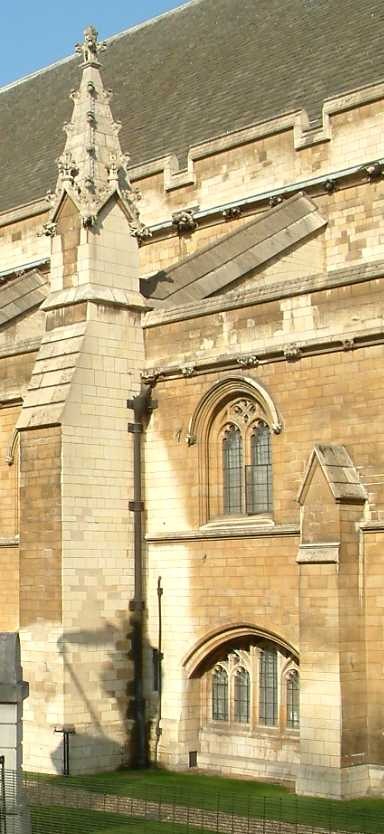
Um contraforte e arcobontante em grande parte ocultos, sustentando as paredes do Palácio de Westminster
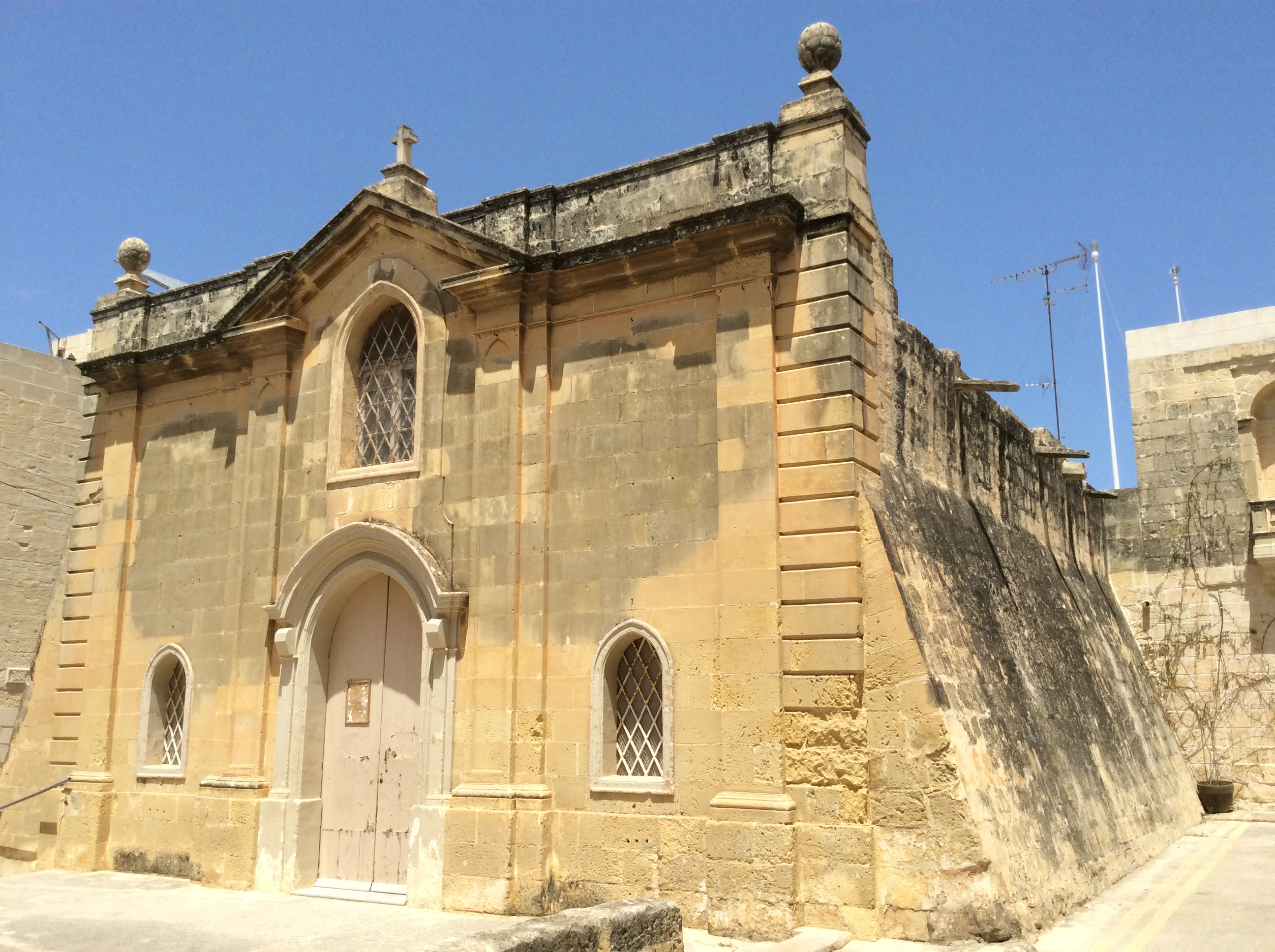
Contraforte na Capela do Nosso Salvador, Żejtun, Malta
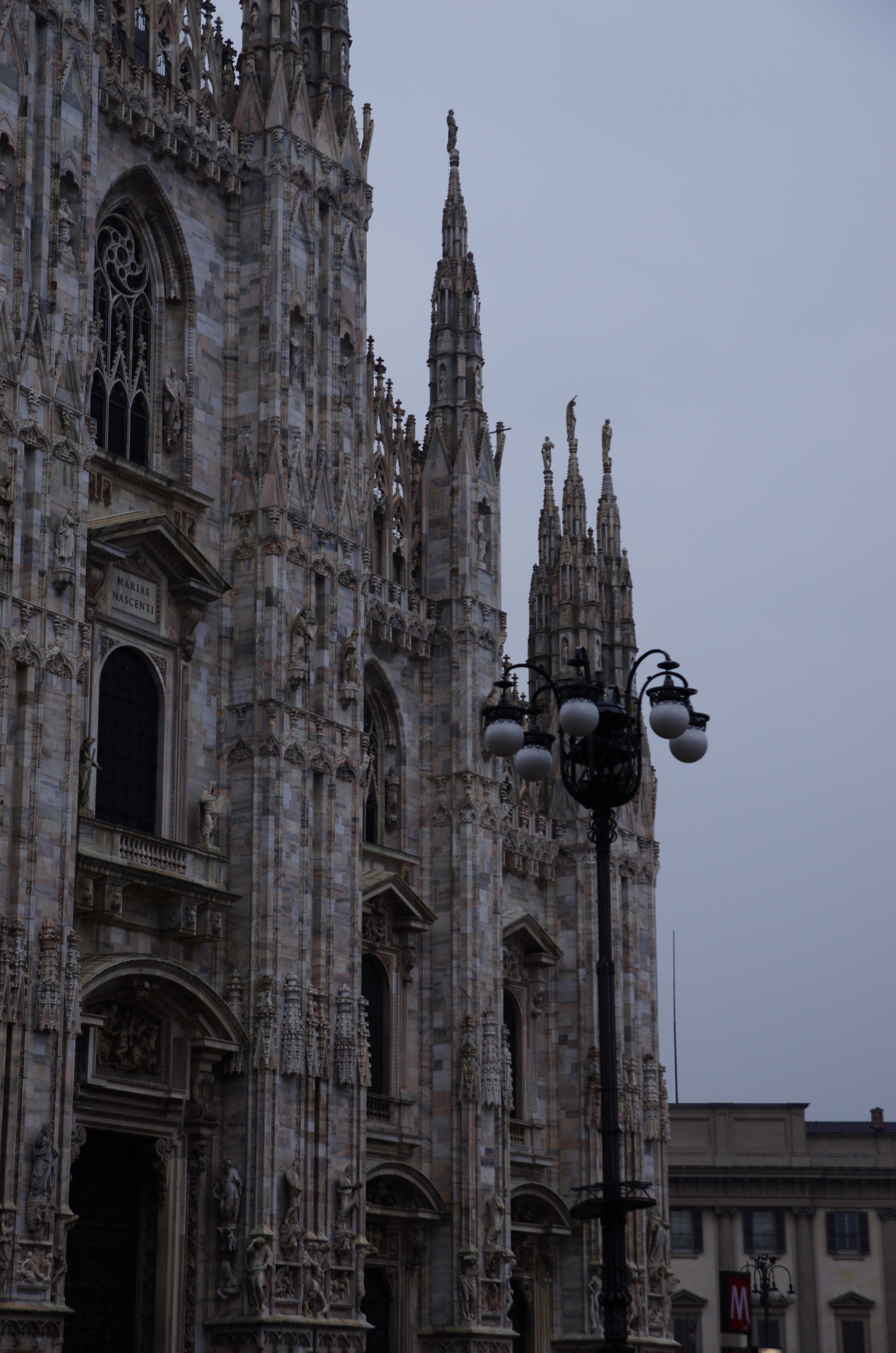
Contrafortes da fachada na Catedral de Milão, Itália
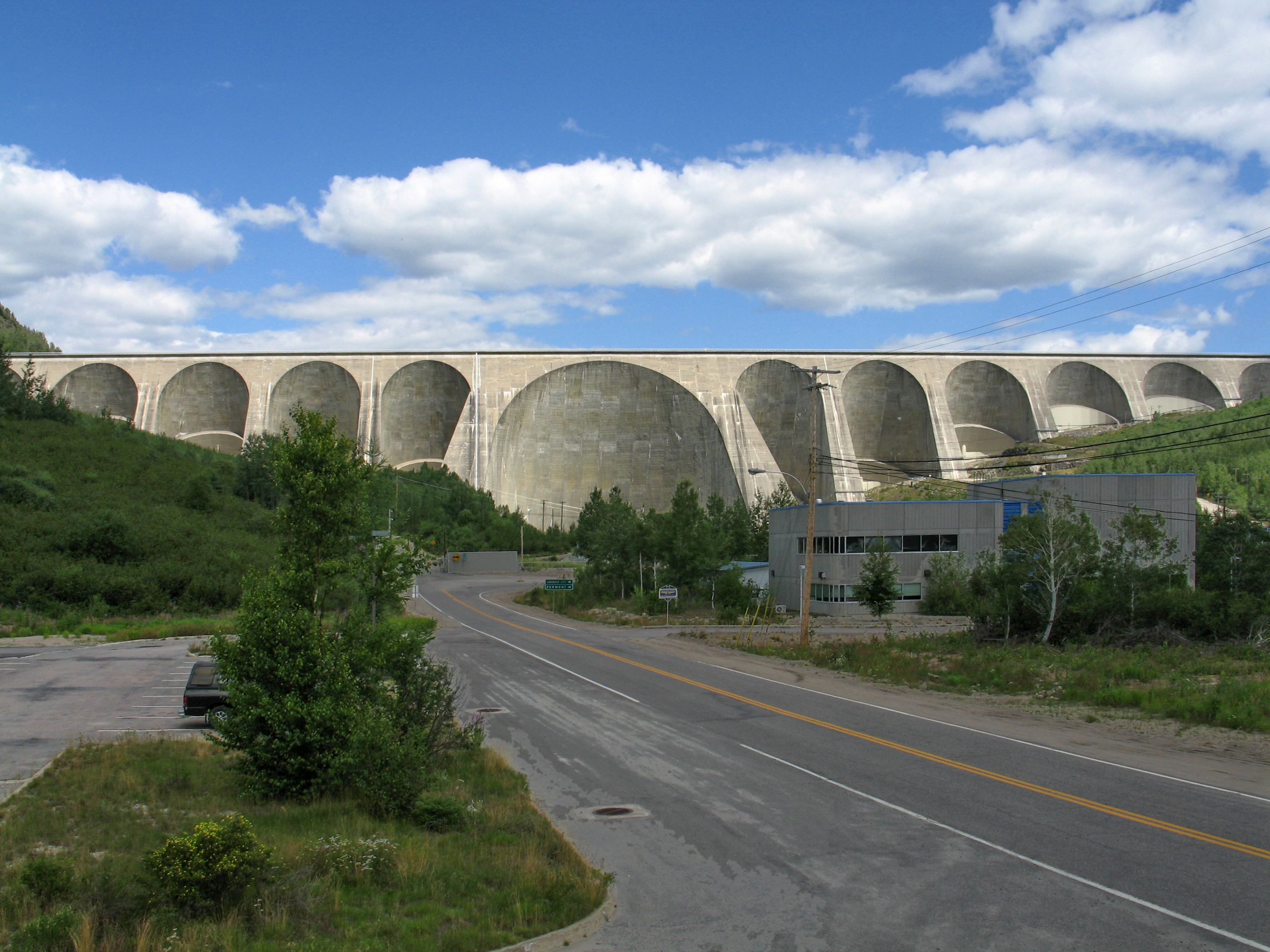
Contrafortes na barragem Daniel-Johnson de 700 pés de altura , Quebec
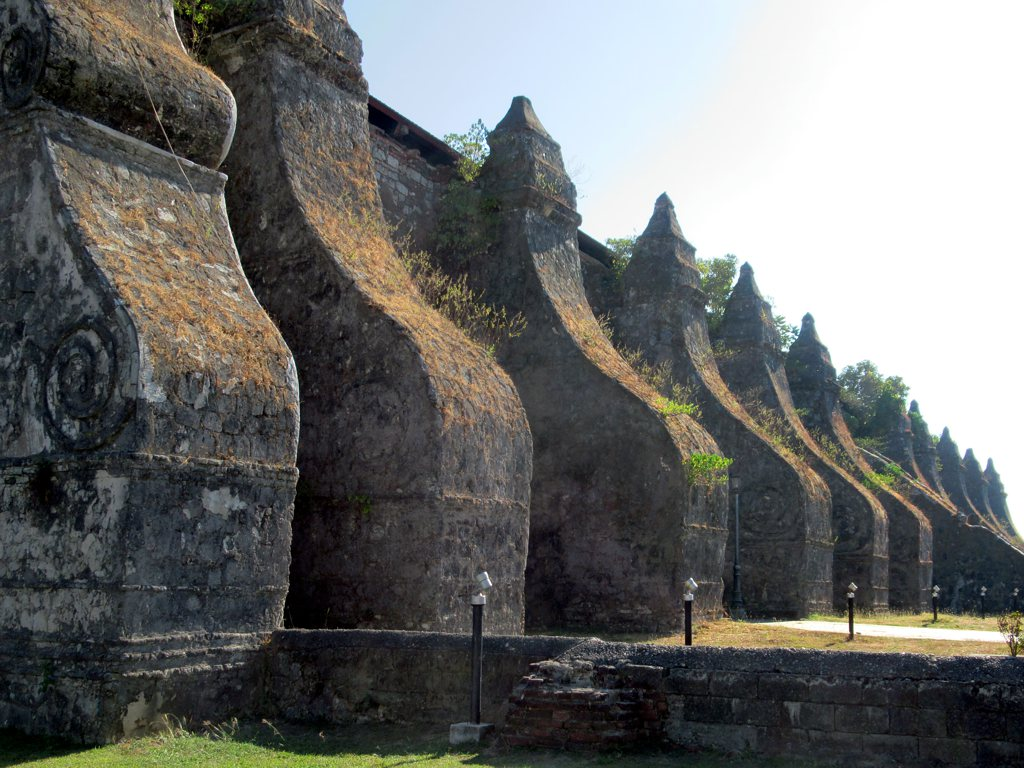
Contrafortes grossos caracterizam a arquitetura do barroco sísmico, como a Igreja de Paoay, nas Filipinas
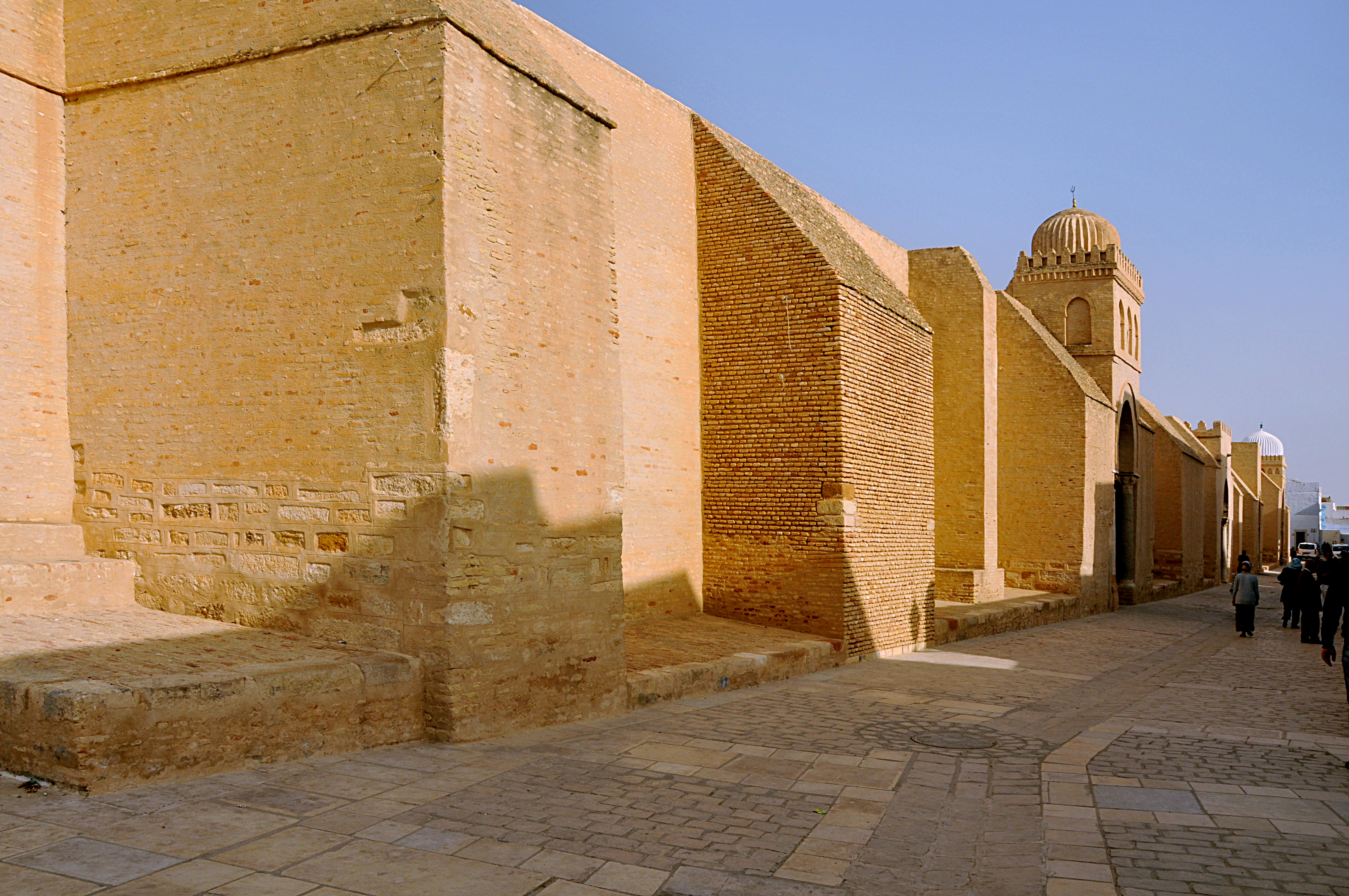
Contrafortes do lado ocidental da Mesquita de Uqba em Kairouan, Tunísia
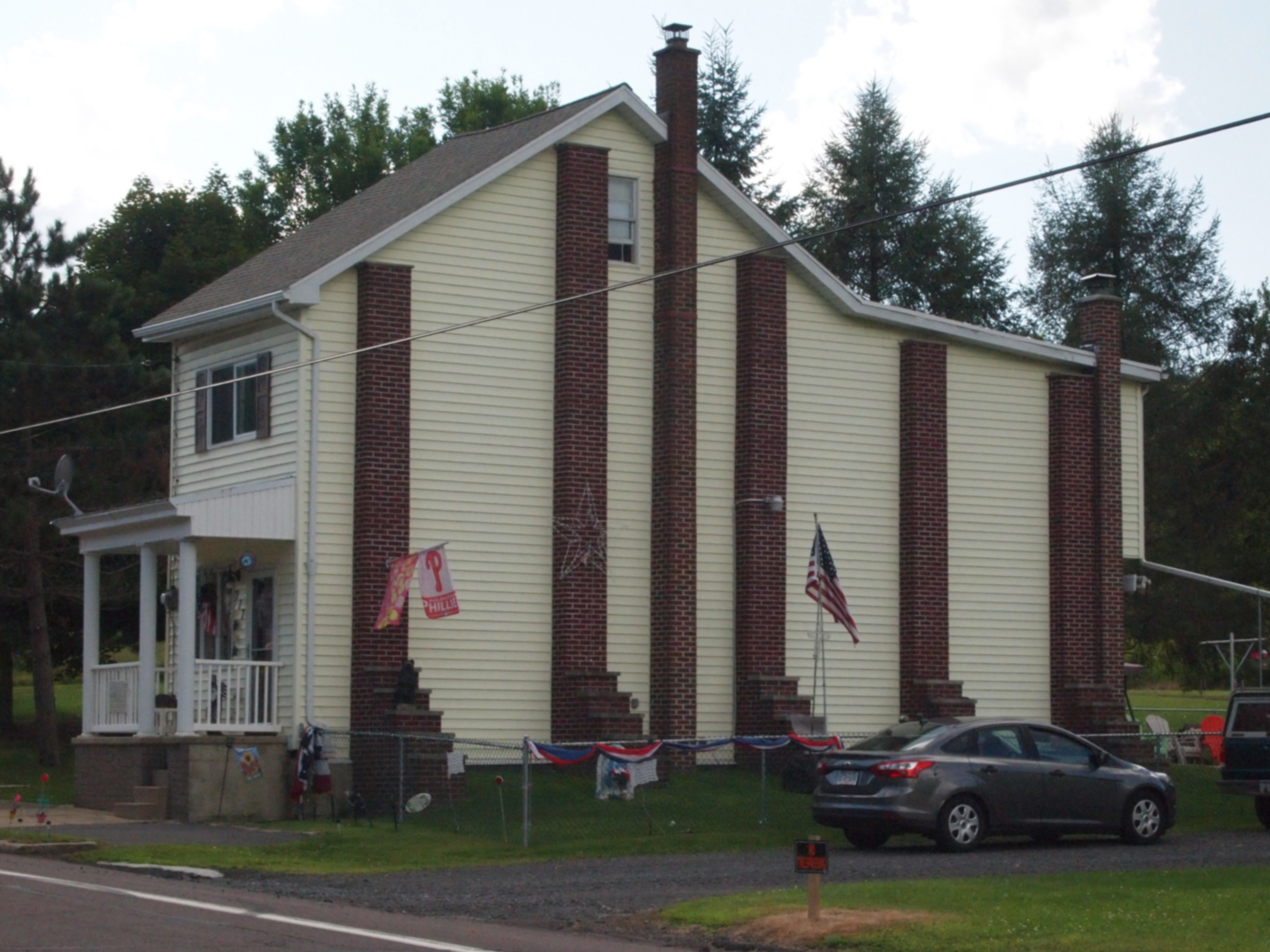
Foram construídos contrafortes para apoiar a parede desta casa geminada, depois que a casa vizinha foi demolida como parte do incêndio na mina Centralia, Pennsylvania